# Hiperalgezija
Hiperalgezija je povećana senzitivnost na bol, koja može da bude uzrokovanja nociceptorima ili perifernim nervima. Privremeno povećana senzitivnost na bol se javlja kao deo bolesničkog stanja, responsa na infekcije razvijenog tokom evolucije.

## Tipovi
Hiperalgezija se može doživeti kao fokalna, diskretna oblast, ili kao forma koja je difuzna, raširena po celom telu. Poznato je da je moguće doživeti naučenu hiperalgeziju difuzne forme. Fokalna forma je tipično vezana za povrede, i deli se u dva podtipa:
- Primarna hiperalgezija opisuje senzitivnost bola koja se javlja direktno u oštećenim tkivima.
- Sekundarna hiperalgezija opisuje senzitivnost bola koja se javlja u okolnim tkivima.

Opioidom indukovana hiperalgesija se može razviti kao posledica dugotrajne upotrebe opioida u tretmanu hroničnog bola. Razna ispitivanja na ljudima i životinjama su pokazala da se primarna ili sekundarna hiperalgezija mogu razviti u responsu na hronično i akutno izlaganje opioidima. Ova nuspojava može da bude dovoljno ozbiljna da postane neophodno da se prekidane sa opioidnim tretmanom.